# Aeropuerto T1-T2-T3
Aeropuerto T1-T2-T3 – stacja metra w Madrycie, na linii 8. Znajduje się w dzielnicy Barajas, w Madrycie, pod terminalem 2 lotniska Madryt-Barajas i zlokalizowana jest pomiędzy stacjami Campo de las Naciones i Barajas. Została otwarta 24 czerwca 1998.